# Đội tuyển bóng chày quốc gia Nhật Bản
Đội tuyển bóng chày quốc gia Nhật Bản (野球日本代表 Yakyū Nippon Daihyō hay Yakyū Nihon Daihyō), hay còn được biết tới với biệt danh Samurai Japan (侍ジャパン), là đội tuyển quốc gia đại diện Nhật Bản tại các giải đấu bóng chày quốc tế. Trong lịch sử, đội tuyển này đã giành chức vô địch World Baseball Classic vào các năm 2006, 2009 và 2023 cũng như vô địch WBSC Premier12 năm 2019. Hiện đội tuyển này đang xếp số 1 thế giới theo bảng xếp hang của Liên đoàn Bóng chày và Bóng mềm Thế giới và là một thế lực đáng gờm của bóng chày thế giới.
Tuyển Nhật đã tham dự tại tất cả các kì Thế vận hội có bộ môn bóng chày từ kì đầu tiên với bóng chày là nội dung biểu diễn vào năm 1984 cho tới hết Thế vận hội 2008 tại Bắc Kinh, và khi bộ môn trở lại sau 2 kì vắng mặt tại Tokyo năm 2020. Trước kì 2000, do quy chế Thế vận hội, các đội tuyển tham dự đều lấy thành phần là các cầu thủ không chuyên. Bắt đầu từ  Thế vận hội năm 2000, tuyển tham dự với thành phần các cầu thủ thi đấu tại Giải bóng chày chuyên nghiệp Nhật Bản (NPB). Tuyển tham dự các kì World Baseball Classic (WBC) có bao gồm cả các cầu thủ người Nhật thi đấu tại Major League Baseball.
Tuyển Nhật vô địch kì WBC 2006, rồi giành quyền tham dự Thế vận hội 2008 tại Bắc Kinh nhờ thành tích tại Giải vô địch bóng chày Châu Á năm 2007. Khác với tuyển tham dự WBC, tuyển Nhật tại Thế vận hội không bao gồm cầu thủ thuộc biên chế tại MLB. Tại Bắc Kinh, họ giành huy chương đồng.
Tuyển Nhật giành chức vô địch WBC thứ hai liên tiếp vào năm 2009, trước khi nhận huy chương đồng liên tiếp tại các kì 2013 và 2017, trong khi các kì Thế vận hội trong thời gian này loại bỏ bóng chày khỏi nội dung thi đấu.
Tuyển Nhật vào năm 2019 đã giành chức vô địch giải WBSC Premier12, dành cho 12 đội mạnh nhất theo xếp hạng WBSC. Tại kì Thế vận hội Tokyo năm 2020, họ lần lượt đối đầu với Israel, Mexico, Hàn Quốc, the Mĩ, and the  Cộng hòa Dominica, trước khi đánh bại Mĩ tại trận chung kết và dành huy chương vàng Olympic đầu tiên trong lịch sử. Tại kì World Baseball Classic năm 2023, Nhật Bản đã đánh bại đương kim vô địch Mĩ và dành chức vô địch WBC lần thứ 3, giúp Nhật Bản tiếp tục là đội tuyển có nhiều chức vô địch WBC nhất, bỏ xa Mĩ và  Cộng hòa Dominica (mỗi tuyển 1 chức vô địch).

## Nickname
Đội tuyển có biệt danh "Samurai Japan" (侍ジャパン)., lấy cảm hứng từ samurai - biểu tượng văn hóa đại chúng của Nhật Bản. Biệt danh này bắt đầu trở nên phổ biến tại kì World Baseball Classic, và trở thành biệt danh chính thức vào năm 2012.